# مسابقه آواز یوروویژن ۱۹۸۶
مسابقه آواز یوروویژن ۱۹۸۶ ۳۱مین دوره از مسابقات آواز یوروویژن بود که در Grieghallen، برگن، نروژ برگزار شد. برنده آن کشور بلژیک بود.